# 天隠龍沢
天隠龍沢（てんいん りゅうたく、応永29年（1422年）〜明応9年9月23日（1500年9月23日））は、室町時代の臨済宗の僧で、漢詩人でもあった。播磨（現在の兵庫県）の人。龍沢は法諱である。はじめ道号を天岩と言い、後に天隠と改めた。別に黙雲と号す。

## 経歴
播磨揖西郡栗栖村千本に産まれる。父母の氏姓は分からず、『大昌院略記』には、路上に遺棄されていた子ではないかと記されており、その後、慈恩寺の僧侶に養われた。しかし、『実隆公記』の文明7年（1475年）8月29日の条項には、天隠が実隆に自己の出生を語っている箇所がある。

大昌院来話、昔年彼母欲得子、祈請観世音。然而夢登高拝朝日、後懐妊。…

天隠は、自己の出生は母の観音様への祈祷によるもので、その導きで出家したとしている。
『黙雲稿』の詩序によれば、

予七歳之秋、出播入洛。十歳佛降誕之日。…

天隠は、正長2年（1429年）の7歳の時に播磨を出て京都に上った。『実隆公記』に則れば、天隠は父母と共に上洛し、永享3年（1431年）の10歳の時に建仁寺に入り、喝食となった 。永享10年（1438年）の17歳の時に剃髪し 、天柱和尚の使徒となった。実際は、天柱と同門の法弟で、天隠からみたら法の叔父に当たる宝洲衆に師事した。
応仁の乱が起こると、天隠は各地の寺を転居した。文明3年（1471年）の時に幕府内に大昌院が復興され、赤松政則の招聘を受け、天隠は上京した。それから2、3年経ち諸山の公帖を受けて、山城西禅寺の前住位に昇り、西堂となった。文明7年（1475年）11月20日には、建仁寺内の大昌院ではなく、幕府内の大昌院において、真如寺の公帖を受け、その年の12月8日に入院の式を行い、洛北の真如寺に住むこととなり、天柱和尚に嗣承香を通じて、天柱和尚の法嗣となった。文明14年（1482年）2月21日には、五山建仁寺の公帖を大昌院において受け、3月16日に建仁寺内の大昌院に入院した。文明9年（1487年）4月26日には、南禅寺の公帖を受け、南禅寺に隠住した。明応9年（1500年）9月23日に示寂した。享年79。

## 作品

### 学系
天隠は、壮年期に、建仁寺霊泉院続翠軒の江西龍派と同寺大統院春耕軒の心田清播の講筵に列し、この二師より漢詩を学んだ。その後、『黙雲稿』にも何度か名が出てくる、九淵龍 に師事した。天隠は、『杜詩』に精通し、四六駢儷文の作法は誰からか教わったわけでもなく会得し、三体詩にまで及んだ。

### 著作集
- 『翠竹真如集』
- 『天隠和尚語録』
- 『天陰語録』
- 『黙雲文集』
- 『黙雲集』
- 『黙雲藁』
- 『黙雲詩藁』
- 『天隠和尚闍維法語』

### 著名な作品
| 江天暮雪（江天の暮雪 | 江天暮雪（江天の暮雪             | 江天暮雪（江天の暮雪                                               |
| 原文                 | 書き下し文                       | 通釈                                                               |
| -------------------- | -------------------------------- | ------------------------------------------------------------------ |
| 江天欲暮雪霏霏       | 江天暮れんと欲して雪霏霏たり、   | 江上に日は暮れんとしているのに雪は霏々として降り止まない。         |
| 罷釣誰舟傍釣磯       | 釣を罷め誰が舟か釣磯に傍（そ）ふ | 誰が乗り捨てたか、釣場の磯には小舟がさびしく寄せてある。           |
| 沙鳥不飛人不見       | 沙鳥飛ばず人見えず               | なぎさに飛ぶ鳥も姿を見せず、人影も全くない。                       |
| 遠村只有一蓑帰       | 遠村只一蓑（いっさ）の帰る有り。 | 遠くの村に、ただ一人、蓑（みの）を着けた人が帰ってゆくのが見える。 |

「江天暮雪」は、中国の洞庭湖（湖南省）の南側を流れる潚江と湘江の風光明媚な佳景である瀟湘八景の一つで、夕暮れの江天に雪が降っている洞庭湖の美しい風景が描かれている。北宋の宋迪が「八景図」を描き、それに触発されて龍沢が日本の瀟湘八景として設定された近江八景を詠んだ作である。

## 評価
『蔭凉軒日録』の長享2年（1488年）3月18日の条項に、足利義政が天隠龍沢と正宗龍統を比較して、相国寺蔭凉軒主亀泉集証にその優劣如何について意見を求めたことが書かれている。亀泉集証は、正宗龍統の方が天隠龍沢よりも古風を尚ぶ人とした。また、天隠を横川景三と比肩する人と見た。横川は、天隠と同じく播磨の人で、散文を得意としているところも天隠と似ていて、天隠は詩よりも文が堪能という見方ができる。